# Yuxarı Ələz
Yuxarı Ələz è un comune dell'Azerbaigian situato nel distretto di Siyəzən.